# Egregiophora curiosa
Egregiophora curiosa är en tvåvingeart som beskrevs av Rudolf Beyer 1958. Egregiophora curiosa ingår i släktet Egregiophora och familjen puckelflugor.
Artens utbredningsområde är Myanmar. Inga underarter finns listade i Catalogue of Life.